# Quercus huicholensis
Quercus huicholensis — вид дубів, ендемік Мексики.

## Морфологічна характеристика
Дерево 1–13 метрів у висоту, стовбур від 10 до 45 см у діаметрі. Кора сіро-чорна, спочатку гладка, стає глибоко тріщиноподібною, пробковою. Листки 7–17 × 4.5–15 см, від зворотно-яйцюватих до майже округлих; верхівка тупа; основа серцеподібна; край майже цілий чи нерівнозубчастий; верх голий за винятком середньої жилки та пахвових пазух; низ щільно (сіро чи світло-сіро-коричнево) вовнистий, білуватий; ніжка листка 4–20 мм завдовжки, вовниста. Жолудь яйцюватий, 7–11 мм завдовжки й 6–8 мм у діаметрі; чашечка охоплює від 1/3 до 1/2 горіха.

## Поширення
Ендемік Мексики. Населяє скелясті схили, сторони каньйону на висотах 1650–2820 метрів.